# Wolfgang Haug
Wolfgang Haug (* 1955) ist ein deutscher anarchistischer Verleger und Publizist. Er leitete den Trotzdem Verlag und war Herausgeber der anarchistischen Zeitschrift Schwarzer Faden.

## Leben
Nach Staatsexamen in Germanistik, Anglistik und Geschichte an der Universität Tübingen arbeitete Haug als Journalist und Herausgeber von Büchern unter anderem für die taz, Literatur konkret in Hamburg, die Sammlung Luchterhand in Darmstadt, den Metzler Verlag in Stuttgart, das Emma Goldman Papers Project der University of Berkeley, die Zeitung Freedom in London, die StadtRevue in Köln, die historische Fachzeitschrift IWK in Berlin, die Zeitschrift EXIL in Frankfurt, die Schriften der Erich-Mühsam-Gesellschaft in Lübeck, die US-Zeitschrift Green Perspectives um Murray Bookchin oder die Londoner Zeitschrift Democracy & Nature um Takis Fotopoulos. 1978 gründete er den Trotzdem Verlag und 1980 wurde er Mitbegründer und Herausgeber des Schwarzen Fadens. Im Trotzdem-Verlag wurde die Zusammenarbeit mit Murray Bookchin, Janet Biehl, Augustin Souchy, Clara Thalmann, Noam Chomsky, Peter Paul Zahl, Dieter Nelles und Ulrich Klan bedeutsam.
2001 wandelte er mit 120 weiteren Genossenschaftsmitgliedern den Trotzdem Verlag in eine Genossenschaft um. Für inhaltlich als wichtig eingeschätzte Kleinstauflagen, die in der Genossenschaft keinen Platz finden konnten, gründete er die edition wahler. 2003 trat er als Vorstandsmitglied im Trotzdem Verlag zurück; der Verlagssitz ist seitdem Frankfurt am Main. Parallel zur Verlagsarbeit arbeitete er in diversen Firmen und als Lehrkraft für Englisch und Deutsch in verschiedenen Institutionen der Erwachsenenbildung, u. a. an der Ruhr-Universität Bochum.
Seit 2012 veröffentlicht er die Werke Augustin Souchys in der Edition AV, Lich. 2016 gab er bei Edition AV eine Gesamtausgabe zum Werk Oskar Kanehls heraus, 2020 veröffentlichte eine Biografie über Theodor Plievier. 2022 über Franz Pfemfert.
Seit 2002 arbeitet er als Schulleiter für die Altenpflegeausbildung bei der Stadt Stuttgart, 2010 Mitarbeit am Rahmenlehrplan des Landes Baden-Württemberg  für die praktische Ausbildung in der Altenpflege; ab 2009 konzipierte er für Menschen mit Migrationshintergrund die Pflegeausbildung mit Deutsch bis B2 als Modellversuch, 2011 beteiligte sich Baden-Württemberg mit dem Stuttgarter Modellversuch an der Umschulung vietnamesischer Krankenpfleger zu Altenpflegern, ab 2014 wurde der Modellversuch  für ganz Baden-Württemberg zu einer neuen zweijährigen Helferausbildung mit Deutsch B2, in die auch Flüchtlinge einsteigen konnten. Seit 2019 arbeitete er an der Pflegeschule des Oberlinhauses in Freudenstadt als Schulleiter für die Migrationskurse, für Fort- und Weiterbildungen und die Akquise von Pflegeschülern aus Vietnam und Indien durch direkte Kontakte zu Kooperationspartnern (Sprachschulen und Krankenpflegeschulen), um die Kosten von Vermittlungsagenturen für die Auszubildenden zu vermeiden.

## Werke
- Erich Mühsam. Schriftsteller der Revolution. 1. Auflage. Trotzdem Verlag, Reutlingen 1979, ISBN 3-922209-01-0 (formal falsch).
- mit Michael Wilk: Der Malstrom. Aspekte anarchistischer Staatskritik. Trotzdem Verlag, Grafenau 1995, ISBN 3-922209-82-3.
- mit Michael Wilk: Herrschaftsfrei statt populistisch. Aspekte anarchistischer Gesellschaftskritik. 1. Auflage. Edition EV, Lich 2018, ISBN 978-3-86841-207-9 (Informationen beim Verlag [abgerufen am 3. September 2018]).
- Theodor Plievier. Anarchist ohne Adjektive. Der Schriftsteller der Freiheit. Eine Biographie. 1. Auflage. Edition AV, Bodenburg, Niedersachsen 2020, ISBN 978-3-86841-220-8, S. 490 (Informationen beim Verlag [abgerufen am 14. Oktober 2020]).
- Theodor Plievier: 7000 warten! Wiederentdeckte Broschüre von 1925; in: Ne znam, Buchzeitschrift, Nr. 14, Frühjahr 2023, Bodenburg 2023, ISBN 978-3-86841-307-6
- Der Leidensweg Erich Mühsams von seiner Verhaftung nach dem Reichstagsbrand bis zu seiner Ermordung im KZ Oranienburg, in: "Sich fügen heißt lügen". Erich Mühsam in Oranienburg, Edition AV, Bodenburg 2025, ISBN 978-3-86841318-2

## Herausgeberschaft
- Erich Mühsam: Ich bin verdammt zu warten in einem Bürgergarten. Band 1. Gedichte, Stücke, Prosa. Hrsg.: Wolfgang Haug (= Sammlung Luchterhand. Band 467). Luchterhand Literaturverlag, Darmstadt, Neuwied 1983, ISBN 3-472-61467-6.
- Erich Mühsam: Ich bin verdammt zu warten in einem Bürgergarten. Band 2. Literarische und politische Aufsätze. Hrsg.: Wolfgang Haug (= Sammlung Luchterhand. Band 468). Luchterhand Literaturverlag, Darmstadt, Neuwied 1983, ISBN 3-472-61468-4.
- Augustin Souchy: Erich Mühsam. Ritter der Freiheit, ermordet im Dritten Reich am 9./10. Juli 1934. Hrsg.: Wolfgang Haug. 1. Auflage. Trotzdem Verlag, Reutlingen 1984, ISBN 3-922209-53-X.
- Franz Pfemfert: Ich setze diese Zeitschrift wider diese Zeit. Sozialpolitische und literaturkritische Aufsätze. Hrsg.: Wolfgang Haug (= Sammlung Luchterhand. Band 559). Luchterhand Literaturverlag, Darmstadt 1985, ISBN 3-472-61559-1. Erweiterte Neuauflage, Edition AV 2022, ISBN 978-3-86841-276-5
- Ludwig Rubiner: Künstler bauen Barrikaden. Texte und Manifeste. 1908–1919. Hrsg.: Wolfgang Haug (= Sammlung Luchterhand. Band 630). Luchterhand Literaturverlag, Darmstadt 1988, ISBN 3-630-61630-5.
- Wolfgang Haug, Herby Sachs (Hrsg.): Die Ausblendung der Wirklichkeit. Texte zur Medien- und Kulturkritik. 1. Auflage. Trotzdem Verlag, Grafenau 1989, ISBN 3-922209-31-9.
- Peter Kropotkin: Die Eroberung des Brotes. Hrsg.: Wolfgang Haug (= Die gesammelten Werke. Band 1). 1. Auflage. Trotzdem Verlag, Edition Anares, Grafenau, Bern 1989, ISBN 3-922209-08-4 (französisch: La Conquête du Pain.).
- Erich Mühsam: Staatsräson. Ein Denkmal für Sacco und Vanzetti. Drama in 15 Bildern. Hrsg.: Wolfgang Haug (= Literarische Reihe im Trotzdem-Verlag. Band 1). 1. Auflage. Trotzdem Verlag, Grafenau 1992, ISBN 3-922209-38-6.
- Augustin Souchy: Nacht über Spanien. Bürgerkrieg und Revolution in Spanien 1936–1939. Hrsg.: Wolfgang Haug. Trotzdem-Verlagsgenossenschaft, Frankfurt am Main 2007, ISBN 978-3-922209-51-5 (Informationen bei Alibri).
- Augustin Souchy: Bei den Landarbeitern von Aragon. Der freiheitliche Kommunismus in den befreiten Gebieten. Hrsg.: Wolfgang Haug. 1. Auflage. Edition AV, Lich 2012, ISBN 978-3-86841-067-9 (Informationen beim Verlag).
- Oskar Kanehl: „Kein Mensch hat das Recht, für Ruhe und Ordnung zu sorgen“. Hrsg.: Wolfgang Haug. 1. Auflage. Edition AV, Lich 2016, ISBN 978-3-86841-146-1 (Informationen beim Verlag).
- Augustin Souchy: Die tragische Woche im Mai 1937. Hrsg.: Wolfgang Haug. 1. Auflage. Edition AV, Lich 2017, ISBN 978-3-86841-164-5 (Informationen beim Verlag – spanisch: La semana trágica de mayo en Barcelona.).
- Augustin Souchy: Anarchosyndikalistische Kritik an den Bolschewiki. Hrsg.: Wolfgang Haug. 1. Auflage. Edition AV, Lich 2018, ISBN 978-3-86841-196-6 (Informationen beim Verlag).
- Augustin Souchy: „Vorsicht Anarchist!“ Ein Leben für die Freiheit. Autobiografie, ergänzt um eine Bibliografie. Hrsg.: Wolfgang Haug. 1. Auflage. Edition AV, Bodenburg 2022, ISBN 978-3-86841-255-0 (Informationen beim Verlag).

## Interviews
- „Den Schwarzen Faden weiterspinnen“. Ein Interview mit dem SF-Mitbegründer Wolfgang Haug. In: Bernd Drücke (Hrsg.): ja! Anarchismus. Gelebte Utopie im 21. Jahrhundert. Karin Kramer Verlag, Berlin 2006, ISBN 3-87956-307-1, S. 103–113 (online in der Graswurzelrevolution Nr. 282, Oktober 2003).
- Helge Döhring: Publizistik und Forschung für den Anarchismus. Im Gespräch mit Wolfgang Haug. In: Syfo. Forschung & Bewegung. Nr. 5. Edition AV, 2015, ISBN 978-3-86841-138-6, ISSN 2192-6980, S. 73–101.
- Helge Döhring: Meine Biographie soll ein anderes Plievier Bild vermitteln. Interview mit Wolfgang Haug. In: Forschung & Bewegung. Nr. 10. Edition AV, 2020, S. 20–25.